# 桐城路
桐城路，安徽省合肥市的一条南北向次干道，得名自桐城市。道路北起长江中路，南至高铁路，其中长江中路至庐江路为建于九曲水河道之上的南油坊巷，而庐江路至环城南路段则为会仙桥巷，一环路以南又称桐城南路。沿路有安徽医科大学第一附属医院长江路门诊部、安徽省妇幼保健院、合肥市南门小学新校区、合肥市第四十五中学桐城路校区、银河公园、合肥市第四十八中学芜湖路校区、安徽医科大学第一附属医院北院区、安徽省电力公司生产调度大楼、合肥市曙光小学、安徽省城乡规划设计研究院、安徽省广播电视局、安徽省儿童医院、中国科学技术大学南校区、合肥市曙光小学龙图校区等。

## 轨道交通
- █ 4号线：竹西站
- █ 5号线：凌大塘站